# Désert polaire

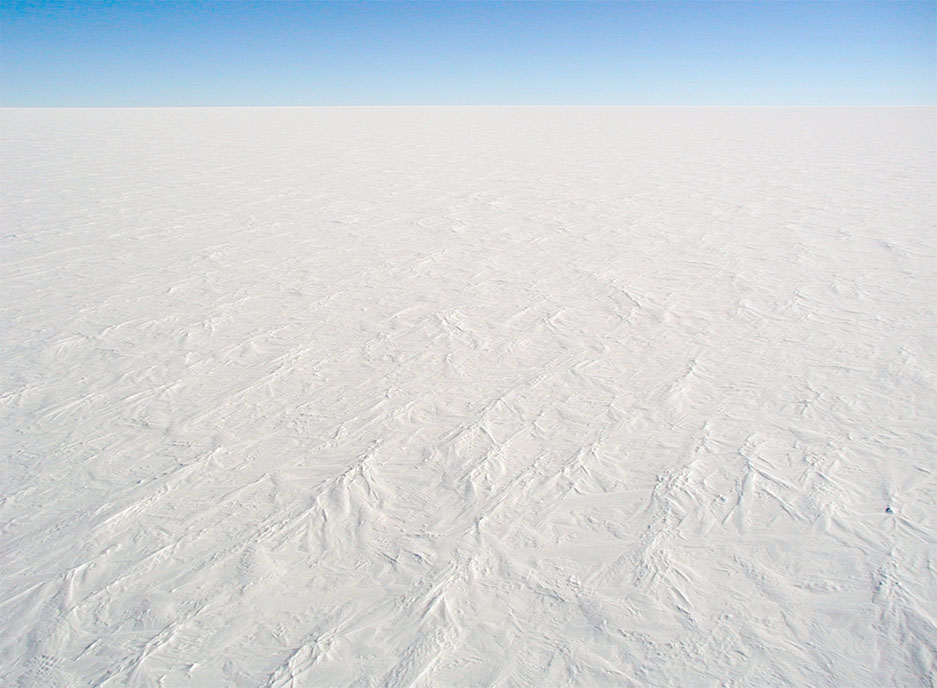
Désert polaire

Effets des précipitations et de la transpiration sur le climat

Un désert polaire, désert de glace ou désert froid est une zone désertique qui relève d'un climat de calotte glaciaire (EF selon la classification de Köppen). Malgré des précipitations totales suffisamment basses pour être classées normalement comme désert, les déserts polaires se distinguent des vrais déserts (BWh ou BWk selon la classification de Köppen) par de basses températures annuelles et l'évapotranspiration. La plupart des déserts polaires sont recouverts d'inlandsis, de champs de glace ou de calottes glaciaires.
Les déserts polaires sont l'un des deux biomes polaires, l'autre étant la toundra arctique. Ces biomes sont situés aux pôles de la terre, couvrant une grande partie de l'Antarctique dans l'hémisphère sud et dans l'hémisphère nord s'étendant de l'Arctique à l'Amérique du Nord, en Europe et en Asie. Contrairement à la toundra qui peut soutenir la vie végétale et animale en été, les déserts polaires sont des environnements largement arides, comprenant des couches de glace plates et permanentes ; en raison de la rareté de l'eau liquide, il en va de même pour les quelques zones sans glace. Cependant, il existe des preuves d'une certaine vie dans ce paysage apparemment inhospitalier: des sédiments de substances organiques et inorganiques dans la glace épaisse abritant des organismes microbiens étroitement liés aux cyanobactéries, capables de fixer le dioxyde de carbone de l'eau de fonte.
Les changements de température dans les déserts polaires traversent fréquemment le point de congélation de l'eau. Cette alternance "gel-dégel" forme des textures à motifs sur le sol, jusqu'à 5 m de diamètre (comme on le voit sur la photo).
La majeure partie de l'intérieur de l'Antarctique est un désert polaire, malgré la couverture de glace épaisse. Inversement, les vallées sèches de McMurdo en Antarctique, bien qu'elles n'aient pas eu de glace pendant des milliers d'années en raison du vent catabatique, ne sont pas nécessairement des déserts polaires.
Les déserts polaires sont relativement courants pendant les périodes glaciaires, car les périodes glaciaires ont tendance à être sèches. [réf. nécessaire]
Les climatologues ont exprimé leurs préoccupations concernant les effets du réchauffement climatique sur les pôles de glace dans ces biomes polaires.